# 1970

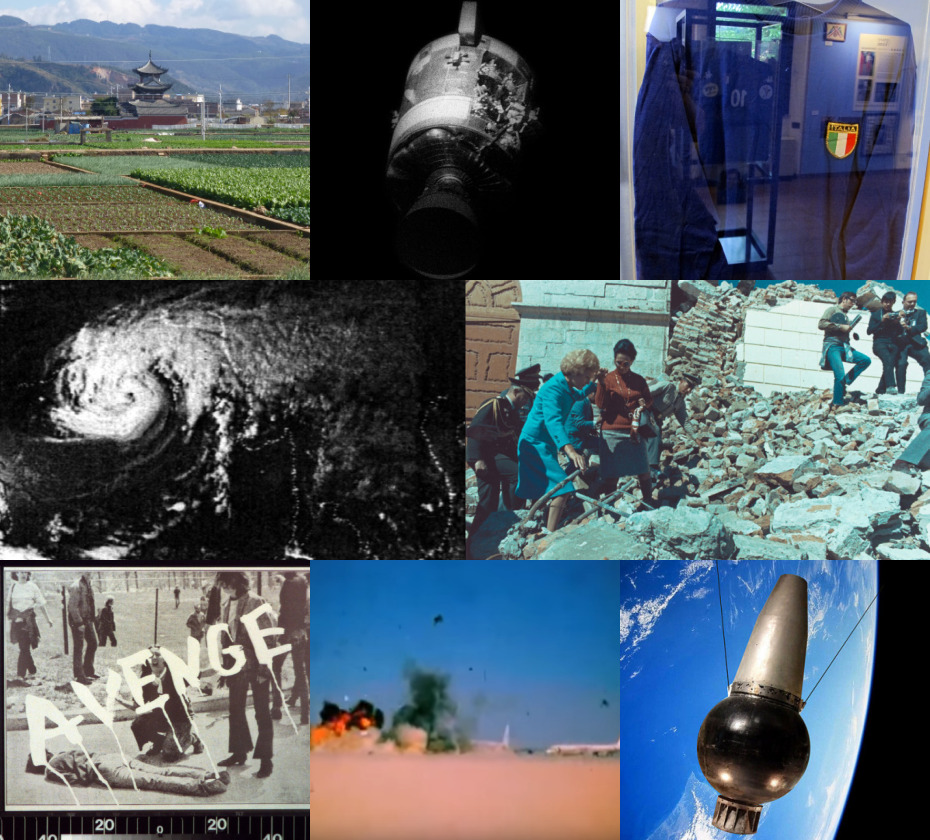
Theo chiều kim đồng hồ: Trận động đất Tonghai 1970; Apollo 13; Giải vô địch bóng đá thế giới 1970; Trận động đất Ancash 1970/1970 trận lở tuyết ở Huascarán Ohsumi; Vụ cướp Dawson's Field; Cảnh sát bắn chết 4 sinh viên biểu tình; Bão Bhola

1970 (MCMLXX) là một năm thường bắt đầu vào Thứ năm của lịch Gregory, năm thứ 1970 của Công nguyên hay của Anno Domini, the năm thứ 970  của thiên niên kỷ 2, năm thứ 70  của thế kỷ 20, và năm thứ  1   của thập niên 1970. 

## Sự kiện

### Tháng 1
- 1 tháng 1: Kỷ nguyên thời gian Unix đạt tới 00:00:00 UTC.
- 5 tháng 1: Tại Côn Minh, Vân Nam, Trung Quốc xảy ra động đất có cường độ trên 7, gây hơn 15.000 người thiệt mạng.[1]
- 15 tháng 1: Biafra đầu hàng, kết thúc Nội chiến Nigeria.[2]

### Tháng 2
- 8 tháng 2: Tại Đài Loan xảy ra sự kiện Thái Nguyên.

### Tháng 3
- 26 tháng 3: Tổng thống Đệ Nhị Việt Nam Cộng hòa Nguyễn Văn Thiệu đã ban hành Luật "Người cày có ruộng" và Cải cách ruộng đất tại miền Nam.[3]

### Tháng 4
- 26 tháng 4: Tổ chức Sở hữu Trí tuệ Thế giới có hiệu lực.[4]

### Tháng 5
- 31 tháng 5: Giải vô địch bóng đá thế giới tổ chức tại México.[5][6]

### Tháng 6
- 1 tháng 6: Soyuz 9, tàu vũ trụ chở hai người, được phóng ở Liên Xô.
- 4 tháng 6: Tonga giành độc lập.[7]
- 10 tháng 6: Câu lạc bộ bóng đá Paris Saint-Germain F.C. thành lập tại Paris, Pháp.

### Tháng 8
- 18 tháng 8 đến 25 tháng 8: Thời gian tổ chức Liên hoan phim Việt Nam lần thứ nhất

### Tháng 9
- 7 tháng 9: Đài Truyền hình Việt Nam chính thức được thành lập.[8]

### Tháng 10
- 10 tháng 10: Fiji giành độc lập.[9]

### Tháng 11
- 18 tháng 11: Oman giành độc lập

### Tháng 12
- 1 tháng 12: Luis Echeverría trở thành tổng thống México.
- 2 tháng 12: Cục Bảo vệ Môi sinh Hoa Kỳ được thành lập.[10]

## Sinh

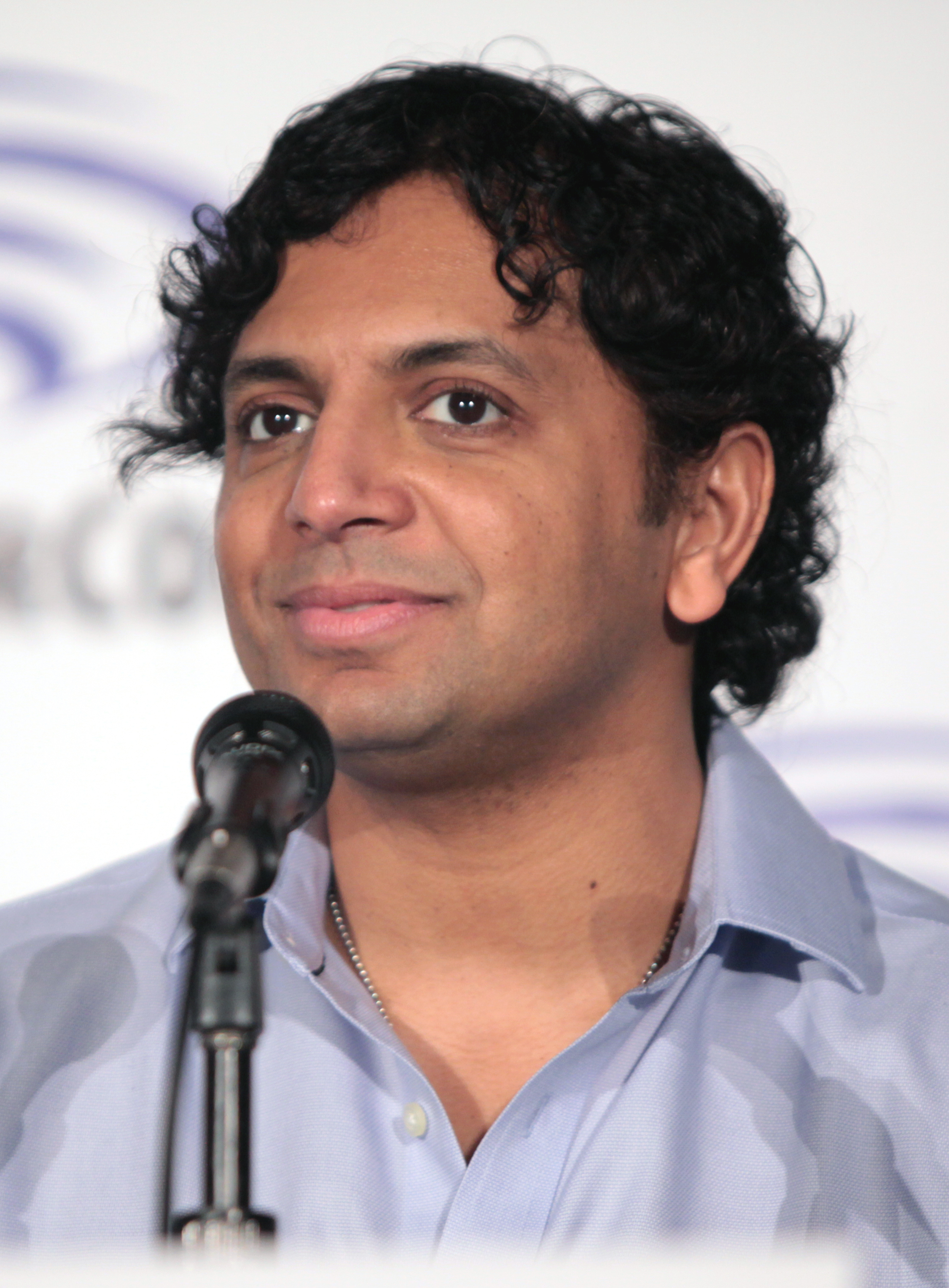
M. Night Shyamalan

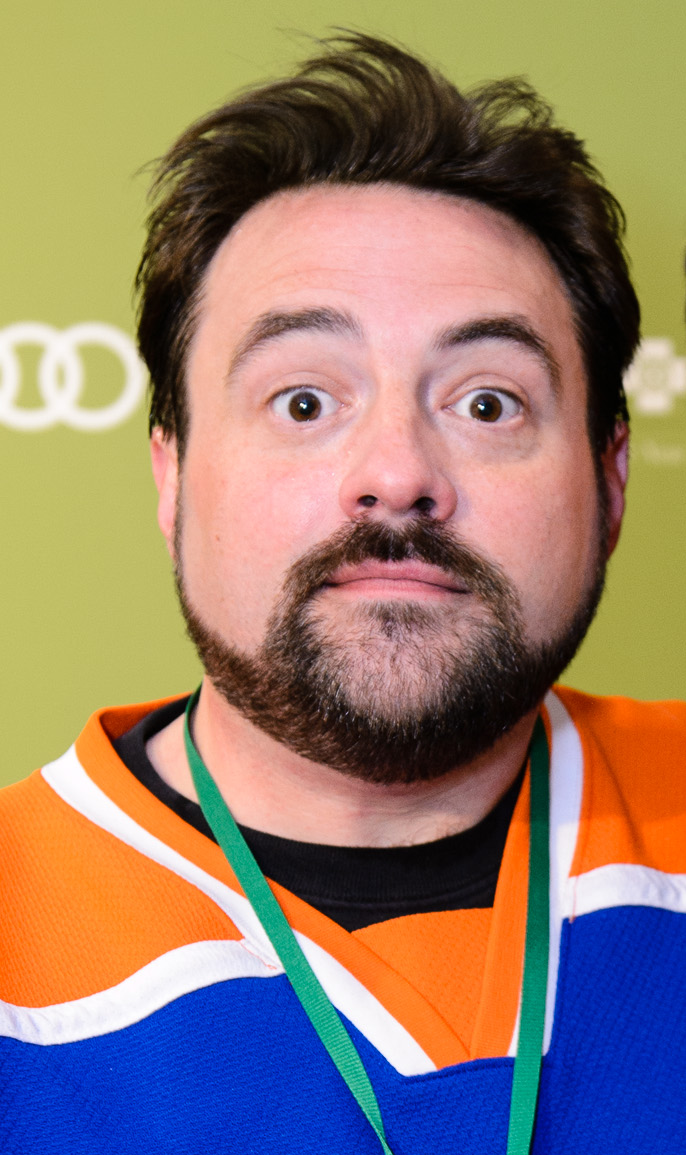
Kevin Smith

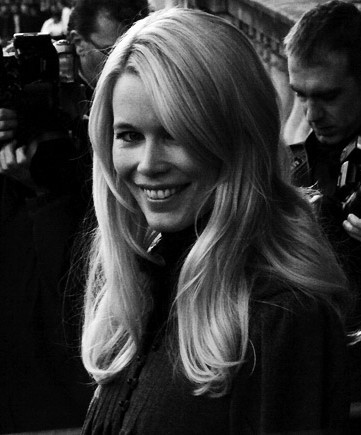
Claudia Schiffer

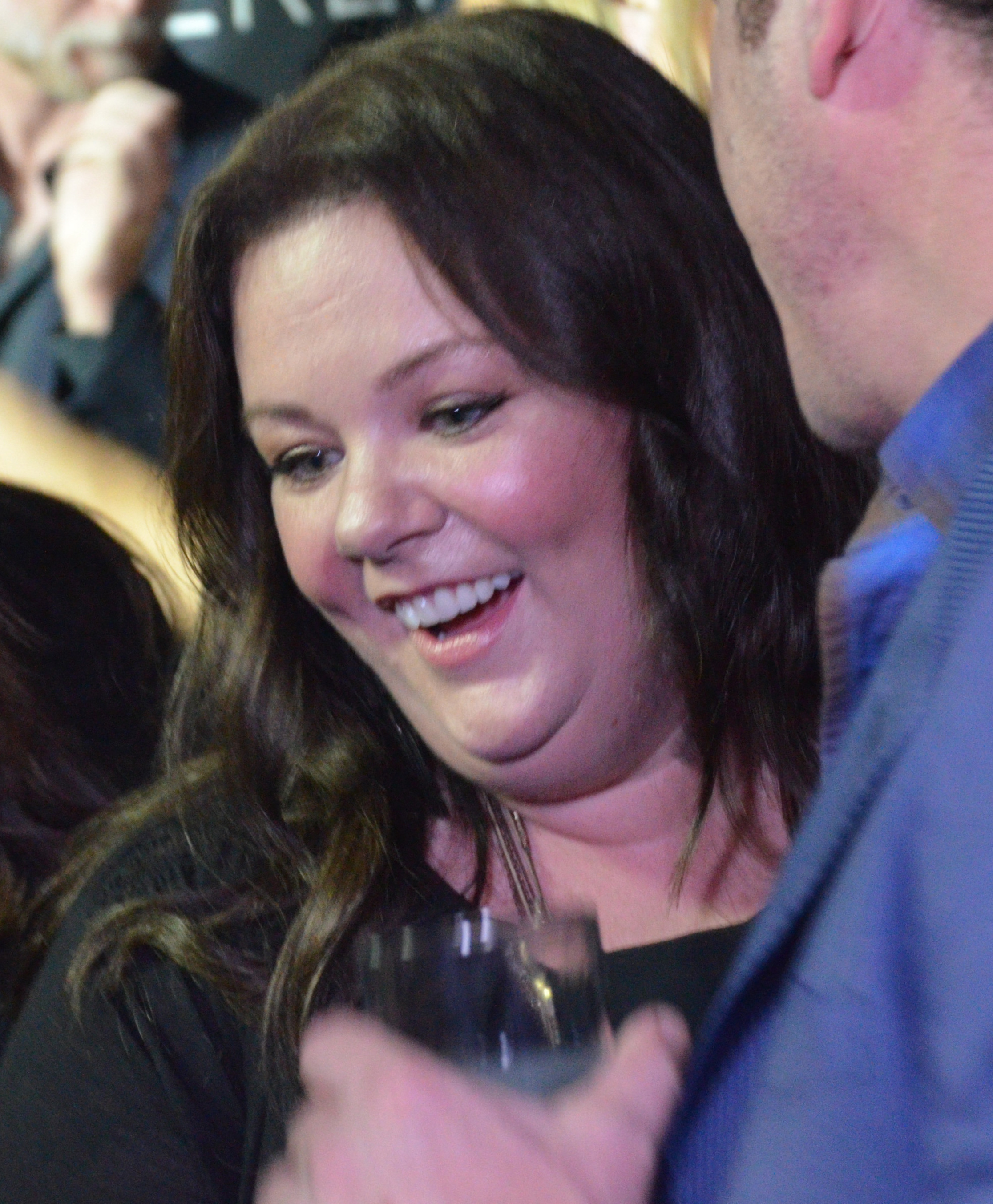
Melissa McCarthy

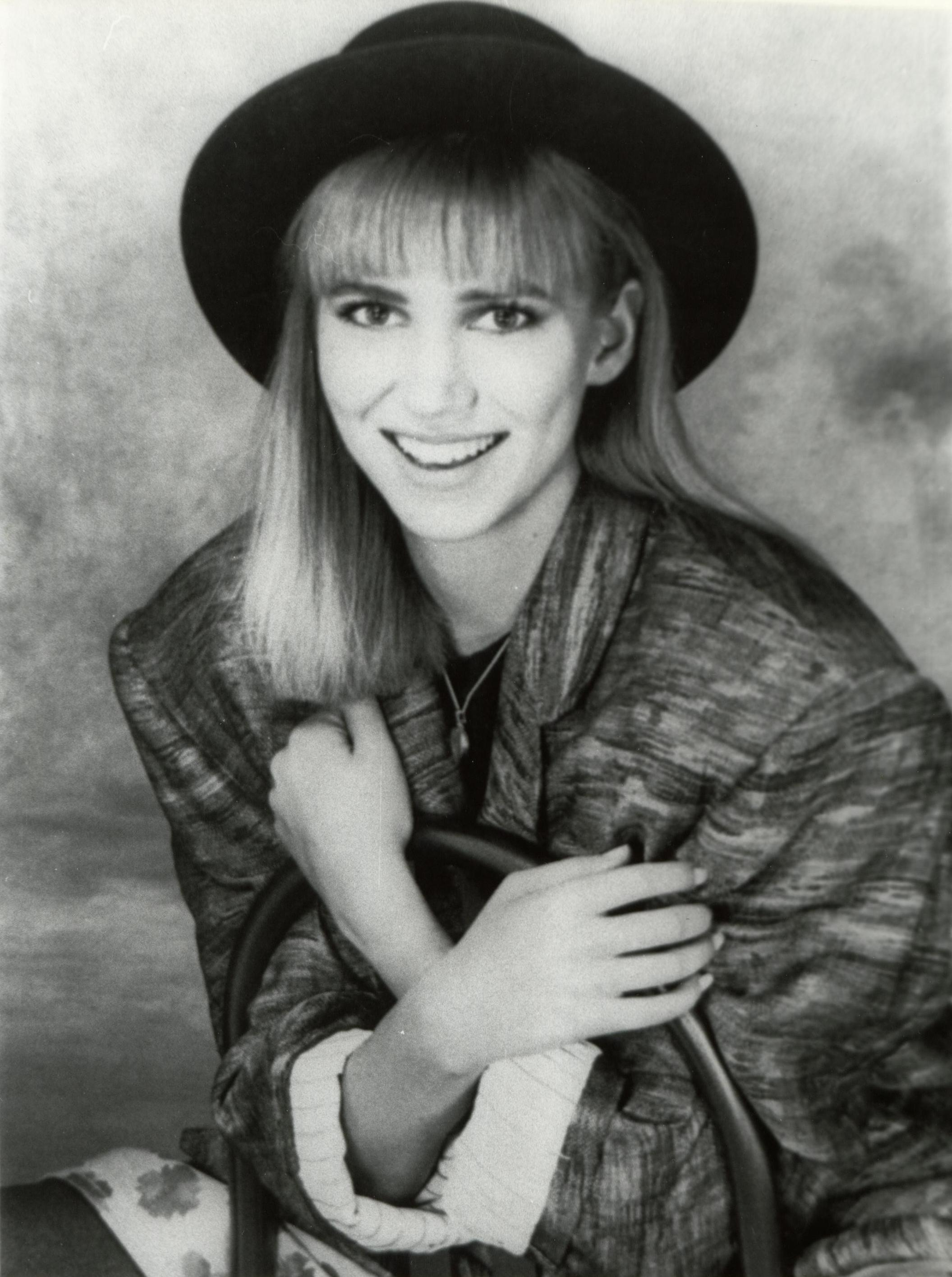
Debbie Gibson

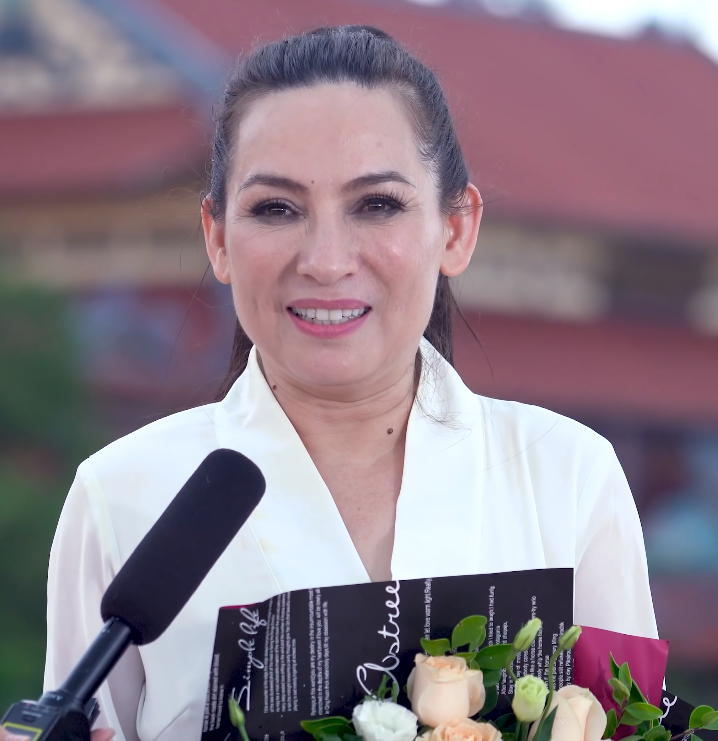
Phi Nhung

### Tháng 1
- 1 tháng 1 – Nguyễn Thắng, ca sĩ người Mỹ gốc Việt ở hải ngoại
- 4 tháng 1 – Cẩm Tiên, nghệ sĩ cải lương Việt Nam
- 8 tháng 1 – Võ Thị Ánh Xuân, phó chủ tịch nước Việt Nam

### Tháng 2
- 4 tháng 2 – Hunter Biden, luật sư người Mỹ và con trai của tổng thống Hoa Kỳ Joe Biden

### Tháng 3
- 15 tháng 3 – Hồng Nhung, nữ ca sĩ Việt Nam
- 18 tháng 3 – Queen Latifah, nữ rapper Mỹ
- 30 tháng 3:
  - Nguyễn Thanh Hải, lãnh đạo cấp cao trong Đảng Cộng sản Việt Nam và chính khách người Việt Nam (m. 2021)
  - Cẩm Ly, nữ ca sĩ Việt Nam

### Tháng 4
- 10 tháng 4 – Phi Nhung, nữ ca sĩ Việt Nam (m. 2021)
- 29 tháng 4 – Andre Agassi, vận động viên quần vợt Mỹ
- 29 tháng 4 – Uma Thurman, nữ diễn viên Mỹ

### Tháng 5
- 7 tháng 5 – Trần Mạnh Tuấn, nghệ sĩ saxophone người Việt Nam
- 8 tháng 5 – Luis Enrique, cầu thủ bóng đá Tây Ban Nha
- 11 tháng 5 – Lưu Quân Nhi, ca sĩ người Malaysia
- 15 tháng 5: 
  - Ronald và Frank de Boer, cầu thủ bóng đá Hà Lan
  - Cát Phượng, nữ diễn viên hài người Việt Nam
- 16 tháng 5 – Gabriela Sabatini, nữ vận động viên quần vợt Argentina
- 22 tháng 5 – Naomi Campbell, người mẫu và diễn viên Anh
- 23 tháng 5 – Yigal Amir, kẻ ám sát thủ tướng Israel Yitzhak Rabin
- 25 tháng 5 – Octavia Spencer, nữ diễn viên người Mỹ

### Tháng 6
- 1 tháng 6 – Lưu Nhược Anh, ca sĩ, nhạc sĩ, diễn viên, đạo diễn và nhà văn người Đài Loan
- 5 tháng 6 - Lưu Minh Vũ, người dẫn chương trình Việt Nam
- 16 tháng 6 – Phil Mickelson, vận động viên golf Mỹ
- 20 tháng 6 – Lý Gia Hân, nữ diễn viên, người mẫu Hồng Kông
- 24 tháng 6 – Glenn Medeiros, nhà giáo dục, cựu ca sĩ, nhạc sĩ người Mỹ gốc Bồ Đào Nha
- 28 tháng 6 – Ngọc Huyền, nghệ sĩ cải lương Việt Nam

### Tháng 7
- 17 tháng 7 – Lâm Thúy Vân, nữ ca sĩ người Mỹ gốc Việt ở hải ngoại

### Tháng 8
- 8 tháng 8 – Vũ Nhật Tân, nam nghệ sĩ và nhạc sĩ người Việt Nam (m. 2020)
- 18 tháng 8 – Tuyên Huyên, nữ diễn viên Hồng Kông
- 25 tháng 8 – Claudia Schiffer, người mẫu và nữ diễn viên người Đức
- 26 tháng 8 – Melissa McCarthy,  nữ diễn viên sân khấu, điện ảnh và truyền hình Mỹ
- 31 tháng 8: 
  - Debbie Gibson, nữ ca sĩ, diễn viên Mỹ
  - Queen Rania of Jordan

### Tháng 9
- 9 tháng 9: 
  - Như Quỳnh, nữ ca sĩ Việt Nam
  - Phạm Tất Thắng, chính khách  Việt Nam
  - Hồng Xương Long, nhạc sĩ người Việt Nam
- 19 tháng 9:
  - Chung Lệ Đề, nữ diễn viên Hồng Kông gốc Việt
  - Nishikawa Takanori, ca sĩ, nhà sản xuất, diễn viên người Nhật Bản

### Tháng 10
- 2 tháng 10 – Nguyễn Thanh Hải, nữ lãnh đạo cấp cao trong Đảng Cộng sản Việt Nam và chính khách người Việt Nam.
- 21 tháng 10 – Cổ Thiên Lạc, diễn viên Hồng Kông
- 27 tháng 10 – Tô Huệ Luân, ca sĩ và diễn viên người Đài Loan
- 31 tháng 10 – Ngô Kỳ Long, nam ca sĩ và diễn viên người Đài Loan

### Tháng 12
- 3 tháng 12 – Christian Karembeu, cầu thủ bóng đá Pháp.[11]
- 11 tháng 12 – Lê Minh Hưng, lãnh đạo cấp cao trong Đảng Cộng sản Việt Nam và chính khách người Việt Nam.
- 13 tháng 12 – Võ Văn Thưởng, lãnh đạo cấp cao trong Đảng Cộng sản Việt Nam và chính khách người Việt Nam.

### Không rõ ngày, tháng
- Nguyễn Thu Mai, Á hậu Việt Nam 1988 (m. 2024)

## Mất
- 5 tháng 1 - Max Born, nhà vật lý người Đức, đoạt giải Nobel (s. 1882)[12]
- 10 tháng 1 - Pavel Belyayev, nhà du hành vũ trụ Liên Xô (s. 1925)[13]
- 24 tháng 5 – Phan Khắc Sửu, Quốc trưởng Việt Nam Cộng hòa giai đoạn 1964–1965 (s. 1905)
- 8 tháng 11 – Napoleon Hill, tác giả người Mỹ (s. 1883)
- 21 tháng 11 – Chandrasekhara Venkata Raman, nhà vật lý người Ấn Độ (s. 1888)

## Giải Nobel
- Hóa học – Luis Federico Leloir
- Văn học – Aleksandr Isaevich Solzhenitsyn
- Hòa bình – Norman E. Borlaug
- Vật lý – Hannes Alfvén, Louis Eugène Félix Néel
- Y học – Sir Bernard Katz, Ulf von Euler, Julius Axelrod
- Kinh tế – Paul Samuelson